# Sentimental Best
『Sentimental Best』（センチメンタル ベスト）は、酒井法子のベスト・アルバム。1991年12月5日発売。

## 解説
1987年の1stアルバム『ファンタジア (Fantasia) / NORIKO Part I』から1991年の『マジカル・モンタージュ・カムパニー』までの間に発表した楽曲の中からシングル・アルバム曲問わずに選曲された。

## 収録曲
1. ホワイト・ガール
  - 7thアルバム『White Girl/NORIKO Part VI』収録曲。
2. あの頃に逢いたい
  - 7thアルバム『White Girl/NORIKO Part VI』収録曲。
3. サヨナラのかわりに
  - 1stアルバム『ファンタジア (Fantasia) / NORIKO Part I』収録曲。
4. 雨粒は優しくて
  - 作詞:森浩美　作曲:国安わたる　編曲:馬飼野康二
  - 3rdアルバム『GUANBARE/NORIKO Part II』収録曲。
5. STARDUST WAVE
  - 4thアルバム『Lovely Times/NORIKO Part III』収録曲。
6. Love Letter
  - 10thシングル。
7. サンクチュアリ
  - 5thアルバム『Blue Wind/NORIKO Part IV』収録曲。
8. さよならを過ぎて
  - 11thシングル。
9. Air mail
  - 6thアルバム『My Dear』収録曲。
10. 微笑みを見つけた
  - 15thシングル。
11. 雨の気持ち
  - 8thアルバム『Sweet'n Bitter/NORIKO Part VII』収録曲。
12. レイン･レイン
  - 17thシングル「あなたに天使が見える時」C/W曲。
13. やあね II
  - 9thアルバム『マジカル・モンタージュ・カムパニー』収録曲。
14. 風邪
  - 9thアルバム『マジカル・モンタージュ・カムパニー』収録曲。
15. あなたに天使が見える時
  - 17thシングル。
16. きみの存在
  - 8thアルバム『Sweet'n Bitter/NORIKO Part VII』収録曲。